# Tembaro
Tembaro est depuis 2023 un woreda spécial de la région Éthiopie du Centre, en Éthiopie. Ancien district de la zone Kembata Tembaro de la région des nations, nationalités et peuples du Sud, il compte 105 573 habitants en 2007. Ses principales agglomérations sont Mudula et Kelata.

## Origine et nom
Le nom du district (en amharique : ጠምባሮ ልዩ ወረዳ) dérive de celui de la langue timbaro parlée par les Kambatta[réf. souhaitée].
On le trouve dans le nom des anciennes zones, Kembata Alaba Tembaro et Kembata Tembaro, sous la forme Tembaro, Timbaro, Tibaro ou Tambaro.
En tant que district, il s'écrit parfois Tibaro et souvent Tembaro,,.
Créé dans les années 2000, ce district reprend la partie occidentale de l'ancien woreda Omo Sheleko et se rattache à la zone Kembata Tembaro de la région des nations, nationalités et peuples du Sud jusqu'au transfert de cette zone dans la région Éthiopie du Centre en 2023. Devenu un woreda spécial, il se rattache désormais directement à la région indépendamment de la zone Kembata.

## Situation
Longé à l'ouest et au sud par l'Omo, Tembaro est bordé au nord par la zone Hadiya, à l'est par la zone Kembata, au sud-est par la zone Wolayita et au sud-ouest par la zone Dawro.
Les principales agglomérations, Mudula et Kelata, sont dans le nord du district à une trentaine de kilomètres d'Hadero.
|           | Soro         | Duna         |
| Gena Bosa | Tembaro      | Hadero Tunto |
|           | Boloso Bombe |              |

## Population
Sur la base du recensement national de 2007 conduit par l'agence centrale de la statistique (Éthiopie), le district compte 105 573 habitants dont 7 % de citadins. La population urbaine se compose de 6 174 habitants à Mudula et 1 441 habitants à Kelata. Près de 78 % des habitants sont protestants, 15 % sont orthodoxes, 3 % sont catholiques, 2 % sont musulmans et 1 % sont de religions traditionnelles africaines.
En 2022, sa population est estimée à 147 876 personnes avec une densité de population de 435 personnes par km2 et 340 km2 de superficie,.